# Glyptemys
Glyptemys — род черепах из семейства американских пресноводных черепах.

## Описание
Общая длина представителей этого рода от 7 до 29 см. Голова небольшая, шея коротковата. Карапакс крышеобразный с несколько зазубренный краями. Перепонки на пальцы развиты слабо. Окраска карапакса оливковая, коричневатая, буроватая. Пластрон светлый с яркими линиями или полосами. Кожа светлая.

## Образ жизни
Любят водоёмы в лиственных и смешанных лесах, в том числе озёра, ручьи, болота, а также влажные луга. Питаются мелкими позвоночными, рыбой, растительной пищей.
Половая зрелость наступает в 10—14 лет. Самки откладывают до 20 яиц.
Продолжительность жизни 40—60 лет.

## Распространение
Проживающих в Канаде и США.

## Виды
- Болотная черепаха Мюленберга[1] (Glyptemys muhlenbergii)
- Лесная черепаха[2] (Glyptemys insculpta)